# 香月中央
香月中央（かつきちゅうおう）は福岡県北九州市八幡西区の地名。香月中央一丁目から五丁目の町がある。住居表示実施済み。郵便番号は807-1102。

## 地理
八幡西区の南部西側に位置し、北に吉祥寺町、北東に白岩町、東に上香月、南東に馬場山原、南から南西に楠橋上方、南西に大字香月、西に香月西と接する。

### 河川
- 一級河川 黒川

## 地域の特徴
町域の中央を黒川が西流し、二丁目と四丁目を分ける。三丁目と四丁目の北縁を県道61号小倉中間線が東西に走り、南西縁から北上し、一丁目の東縁に沿って北に抜ける県道280号植木上上津役線と合流して分岐する。黒川より北側の一丁目から三丁目は住宅地で、南側の四丁目，五丁目には水田も広がる。

一丁目に香月スポーツセンター，香月市民センター，JA北九 香月支店，香月中央病院，市営住宅香月中央団地、二丁目に下香月三條公民館，浄土宗養生寺、三丁目に北九州市立香月小学校，香月郵便局，八幡西警察署香月交番、四丁目に葉川公民館，九州電力送配電 香月変電所、五丁目に北九州市立香月中学校などがある。

## 歴史
かつては大辻炭鉱の炭鉱住宅街として栄えた町。現在の香月スポーツセンターの地には1918年（大正7年）に創立された私立大辻尋常小学校があった。大辻尋常小学校はその後貝島大辻学校、大辻小学校と改称し、1948年（昭和23年）に公立移管されて香月小学校となった。1975年（昭和50年）には大字香月1551番地（現香月中央三丁目3-1）に新校舎が完成し、移転した。

### 沿革
- 1987年（昭和62年）6月1日 - 香月中央一丁目 - 五丁目新設[4][5]。

### 町名の変遷
| 実施内容          | 実施年月日               | 実施後         | 実施前                     |
| ----------------- | ------------------------ | -------------- | -------------------------- |
| 町名新設 住居表示 | 1987年（昭和62年）6月1日 | 香月中央一丁目 | 大字香月の一部             |
| 町名新設 住居表示 | 1987年（昭和62年）6月1日 | 香月中央二丁目 | 大字香月の一部             |
| 町名新設 住居表示 | 1987年（昭和62年）6月1日 | 香月中央三丁目 | 大字香月の一部             |
| 町名新設 住居表示 | 1987年（昭和62年）6月1日 | 香月中央四丁目 | 大字香月の一部             |
| 町名新設 住居表示 | 1987年（昭和62年）6月1日 | 香月中央五丁目 | 大字香月，大字楠橋の各一部 |

## 世帯数と人口
2025年（令和7年）3月31日現在（北九州市発表）の世帯数と人口は以下の通りである。
| 町             | 世帯数  | 人口    |
| -------------- | ------- | ------- |
| 香月中央一丁目 | 242世帯 | 423人   |
| 香月中央二丁目 | 194世帯 | 368人   |
| 香月中央三丁目 | 96世帯  | 157人   |
| 香月中央四丁目 | 50世帯  | 81人    |
| 香月中央五丁目 | 63世帯  | 101人   |
| 計             | 645世帯 | 1,130人 |

### 人口の変遷
国勢調査による人口の推移。
| 1995年（平成7年）  | 1,801人 | [ 6 ]  |  |
| 2000年（平成12年） | 1,781人 | [ 7 ]  |  |
| 2005年（平成17年） | 1,633人 | [ 8 ]  |  |
| 2010年（平成22年） | 1,554人 | [ 9 ]  |  |
| 2015年（平成27年） | 1,316人 | [ 10 ] |  |
| 2020年（令和2年）  | 1,158人 | [ 11 ] |  |

### 世帯数の変遷
国勢調査による世帯数の推移。
| 1995年（平成7年）  | 628世帯 | [ 6 ]  |  |
| 2000年（平成12年） | 657世帯 | [ 7 ]  |  |
| 2005年（平成17年） | 627世帯 | [ 8 ]  |  |
| 2010年（平成22年） | 626世帯 | [ 9 ]  |  |
| 2015年（平成27年） | 550世帯 | [ 10 ] |  |
| 2020年（令和2年）  | 518世帯 | [ 11 ] |  |

## 学区
市立小・中学校に通う場合、学区は以下の通りとなる。
| 町             | 街区・戸番            | 小学校               | 中学校               |
| -------------- | --------------------- | -------------------- | -------------------- |
| 香月中央一丁目 | 1 - 13番              | 北九州市立香月小学校 | 北九州市立香月中学校 |
| 香月中央二丁目 | 1 - 13番, 14番6号以上 | 北九州市立香月小学校 | 北九州市立香月中学校 |
| 香月中央三丁目 | 全域                  | 北九州市立香月小学校 | 北九州市立香月中学校 |
| 香月中央四丁目 | 1 - 15番              | 北九州市立楠橋小学校 | 北九州市立香月中学校 |
| 香月中央五丁目 | 全域                  | 北九州市立楠橋小学校 | 北九州市立香月中学校 |
| 香月中央一丁目 | 14 - 15番             | 北九州市立池田小学校 | 北九州市立千代中学校 |
| 香月中央二丁目 | 14番1 - 5号           | 北九州市立池田小学校 | 北九州市立千代中学校 |
| 香月中央四丁目 | 16番                  | 北九州市立池田小学校 | 北九州市立千代中学校 |

## 交通

### バス
域内のバス停と系統は以下の通りである。
| 運行事業者 | 運行事業者       | 西鉄バス北九州 | 西鉄バス北九州 | 西鉄バス北九州 | 西鉄バス北九州 | 西鉄バス北九州 | 西鉄バス北九州 |
| 系統       | 系統             | 50             | 61             | 67             | 74             | 74-1           | 150            |
| 停留所     | 新延橋           | ○              | ○              | ○              | ○              | ○              |                |
| 停留所     | 香月営業所       | ○              | ○              | ○              | ○              | ○              | ○              |
| 停留所     | 香月市民センター | ○              |                |                |                |                |                |
| 停留所     | 錦水橋           | ○              |                |                |                |                |                |

### 道路
- 県道61号小倉中間線
- 県道280号植木上上津役線

## 施設

### 役所・公的機関
- 八幡西警察著香月交番

### 公共施設
- 香月市民センター
- 香月スポーツセンター
- 下香月三條公民館
- 葉川公民館

### 医療施設
- 香月中央病院

### 教育施設
- 北九州市立香月中学校
- 北九州市立香月小学校

### 金融機関
- 香月郵便局
- JA北九 香月支店

### 社会福祉施設
- 香月児童館
- 特別養護老人ホーム第二わかば

### 公営住宅
- 市営住宅香月中央団地

### 寺社
- 浄土宗養生寺

### 公園
- 大辻2号公園
- 香月公園
- 香月北公園
- 香月天満公園
- 香月南公園

### その他
- 九州電力送配電 香月変電所